# باشگاه فوتبال کاوالری
باشگاه فوتبال کاوالری یک باشگاه فوتبال حرفه‌ای کانادایی است که در منطقه کلگری در آلبرتا مستقر است. این باشگاه در صدر سیستم لیگ فوتبال کانادا در لیگ برتر کانادا رقابت می‌کند و مسابقات خانگی خود را در ورزشگاه آکتو فیلد در زمین‌های اسپروس میدوز در شهرستان فوتهیلز برگزار می‌کند.
این تیم توسط تامی ویلدون جونیور مدیریت می‌شود و متعلق به شرکت ورزشی و سرگرمی اسپروس میدوز است.